# Gambusia melapleura
Gambusia melapleura är en fiskart som först beskrevs av Gosse, 1851.  Gambusia melapleura ingår i släktet Gambusia och familjen Poeciliidae. Inga underarter finns listade i Catalogue of Life.